# Seul (téléfilm)
Pour les articles homonymes, voir Seul.
Pour plus de détails, voir Fiche technique et Distribution.
Seul est un téléfilm franco-belge réalisé par Pierre Isoard, diffusé pour la première fois en Belgique le 3 novembre 2024 sur La Une et en France le 4 novembre 2024 sur France 2.
Son scénario, co-écrit par Julien Guérif et Pierre Isoard, est une adaptation du livre Robinson des mers du navigateur français Yves Parlier qui retrace sa participation au Vendée Globe 2000-2001.
Cette fiction dramatique est une production de High Sea Production, Scope Pictures, France Télévisions et la RTBF pour France 2, réalisée  avec la participation de TV5 Monde et des régions Pays de la Loire et Bretagne,,,,,.
Au Festival CreaTVty de Sète en octobre 2024, le jury présidé par Nadia Farès lui décerne le prix du meilleur téléfilm,.

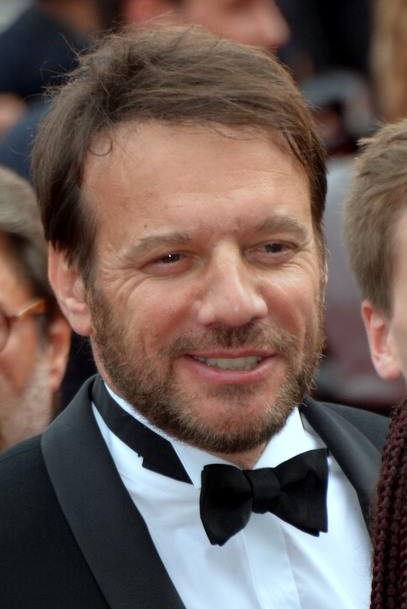
Samuel Le Bihan.

## Synopsis
En novembre 2000, aux Sables-d'Olonne, le navigateur Yves Parlier prend pour la troisième fois le départ du Vendée Globe, un tour du monde à la voile en solitaire, sans escale et sans assistance.
En tête de la course pendant près d'un mois, il rencontre des problèmes météo dans le sud de l'océan Indien où son mât finit par casser.
Avec une voilure réduite, Yves Parlier rejoint l'Île Stewart en Nouvelle-Zélande, où il réussit à réparer son mât,, tout seul et sans assistance, sous les yeux de deux journalistes de Paris Match.
Après cet exploit, il reprend la course, affronte la faim et arrive 13e aux Sables-d'Olonne, accueilli comme un héros sous les cris de la foule.

## Fiche technique
- Titre français : Seul
- Réalisation : Pierre Isoard[1],[2],[9],[6]
- Scénario : Julien Guérif et Pierre Isoard[1],[2],[9]
- Musique : Jérôme Lemonnier[10]
- Décors : Éric Bourgès
- Costumes : Joana Georges Rossi
- Photographie : Thomas Caselli[10]
- Son : Guillaume Le Braz et Jérémie Halbert
- Montage :  Stéphanie Pélissier[10]
- Production : Patrick André[1],[2],[6]
- Sociétés de production : High Sea Production, Scope Pictures, France Télévisions et la RTBF[1],[2],[6]
- Pays de production :  France,  Belgique
- Langue originale : français
- Format : couleur
- Genre : Drame, biopic[9]
- Durée : 90 minutes[1],[2],[9]
- Dates de première diffusion :
  - Belgique : 3 novembre 2024 sur La Une[11]
  - France : 4 novembre 2024 sur France 2[11],[12],[6],[8]

## Distribution
- Samuel Le Bihan : Yves Parlier
- Anne Suarez : Isabelle Parlier
- Clément Bresson : Stéphane
- Anaël Guez : Agathe
- Frédéric Bocquet : Philippe Jeantot
- Thomas Favre : Guy Parlier
- Elsa Bodineau : Nicole Parlier
- Raphaël Romand : Yves Parlier adolescent
- Geoffroy Boutan : Docteur Brunet

## Production

### Genèse et développement
Le téléfilm est basé sur le livre autobiographique Robinson des mers du navigateur Yves Parlier, paru chez Robert Laffont en 2001. Le producteur Patrick André en a racheté les droits pour High Sea Production et a chargé Julien Guérif et Pierre Isoard de l'écriture du scénario,,,,,.
Selon le réalisateur Pierre Isoard : « C'est une grande histoire de cinéma. L'aventure d'un homme seul, c'est fantastique à raconter. J'ai toujours su que ça ferait un super film, mais je pensais que c'était infaisable. ».
Pour le comédien Samuel Le Bihan, qui interprète le rôle principal : « Ce n'est pas un film sur la voile, c'est un film sur le courage. ».  Il ajoute que l'idée du téléfilm est venue lors de discussions avec le réalisateur Pierre Isoard pendant le tournage de la série policière Alex Hugo.
La production a été soutenue à hauteur de 100 000 € par la région des Pays de la Loire et a bénéficié de l’accompagnement du Bureau d’accueil des tournages régional qui a permis le recrutement de 24 techniciens, 3 comédiens et une centaine de figurants.

### Attribution des rôles
Le rôle principal du téléfilm, qui retrace l'histoire du navigateur Yves Parlier durant le Vendée Globe 2000-2001, est confié à Samuel Le Bihan,.
Le producteur Patrick André rappelle que le comédien qui a grandi en Bretagne « a déjà fait de la voile » et précise qu'il « a tout de suite accroché au projet » pour former « un vrai duo » avec le réalisateur Pierre Isoard.
Ce que confirme Samuel Le Bihan : « Avec Pierre, on est complices. On s'entend bien, on se comprend et j'aime beaucoup son écriture et sa vision. ».
Concernant le tournage, le comédien confie en avril 2023 : « Ça va être éprouvant, mais vous savez, cet hiver, j'ai interprété un mineur de fond dans Gueules noires, qui sortira au mois d'octobre au cinéma, alors on va dire que ça continue dans les défis physiques. ».

### Tournage
Le tournage se déroule du 17 avril au 31 mai 2023 dans la région des Pays de la Loire et en Bretagne,,,,,.
Le producteur Patrick André souligne que la ville des Sables-d'Olonne était le cadre privilégié pour tourner ce téléfilm qui parle du Vendée Globe et de ses héros : « C'était important. Les Sables-d'Olonne, c'est le symbole de la course. C'est là que tout est né. ». Des scènes sont tournées au centre de congrès Les Atlantes, transformé en salle de conférence de presse, et dans deux maisons du centre-ville qui figurent celles d'Yves Parlier en 1974 et en 2000. L'ancienne capitainerie du port de plaisance de Jard-sur-Mer a également servi de décor.
Pour tourner les images de tempêtes de nuit, la production utilise une alvéole de la base sous-marine de Lorient. Le tournage se déroule aussi sur le fleuve côtier du Blavet dans le Morbihan car son relief et sa végétation sont proches de celles de  l'Île Stewart en Nouvelle-Zélande, où Yves Parlier tente de réparer son mât.
Le bateau utilisé dans le téléfilm est le D'Ieteren Group, un IMOCA de 2014 appartenant au skipper belge Denis Van Weynbergh. Le producteur Patrick André explique ce choix : « Il nous fallait un bateau qui ne soit pas trop récent et en bon état. Autant vous dire qu'on les compte sur les doigts d'une main… Et puis, le hasard a bien fait les choses puisque la coproductrice est belge et, surtout, c'est une amie d'enfance de Denis Van Weynbergh. ».
En 2024, durant le Festival de télévision de Monte-Carlo, Samuel Le Bihan confie à Ciné-Télé-Revue ses impressions de tournage : « C'était extrêmement difficile. On était une toute petite équipe, on ramenait les images qu'on pouvait, à l'arrache. ». Il donne également des précisions sur son apparence : « J'ai perdu dix kilos sur ce tournage. Avec les joues qui se creusent et la barbe qui pousse, on voit clairement la fatigue sur le visage, et il n'y avait pas de maquilleur ! Pas de coiffeur, non plus. ».

## Accueil

### Distinction
- Festival CreaTVty de Sète 2024 : prix du meilleur téléfilm[7],[6]

### Diffusions et audience
En Belgique, le téléfilm, diffusé le 3 novembre 2024 sur La Une, est regardé par 141 073 téléspectateurs et se classe deuxième en termes d'audience.
En France, diffusé le 4 novembre 2024 sur France 2, il est regardé par 2 600 000 téléspectateurs et se classe troisième en termes d'audience.

### Accueil critique
Pour Télépro, « Samuel Le Bihan est remarquable dans cette évocation du parcours épique du navigateur Yves Parlier lors de la 4e édition du Vendée Globe ».
Selon Ouest-France, « À l'écran, le résultat est bluffant. Les nuits de tournage à reproduire des conditions de tempête à grand renfort de ventilateurs et canons à eaux ont donné vie à de belles séquences. On en ressort presque aussi mouillé que le marin… ».